# ماری اوجروپولوس
ماری اوجروپولوس (انگلیسی: Marie Avgeropoulos؛ زادهٔ ۱۷ ژوئن ۱۹۸۶) یک هنرپیشه اهل کانادا است. وی از سال ۲۰۰۹ میلادی تاکنون مشغول فعالیت بوده‌است. او در مجموعه تلویزیونی ۱۰۰ نفر در نقش اوکتاویا بازی کرده است.
او همچنین در فیلم عاشقتم، بث کوپر، طلوع مرگ و جوجیتسو نقش داشته است.